# Crespo Rodrigo
Crespo Rodrigo (Budapest, 1973. november 17. –) Jászai Mari-díjas, apai ágon bolíviai származású magyar színész, szinkronszínész, színigazgató.

## Gyermek- és fiatalkora
Édesapja bolíviai, édesanyja magyar. Crespo Rodrigo szülei Budapesten ismerkedtek meg egyetemi éveik alatt. Rodrigo itt született, kétéves volt, mikor családjával Bolíviába költöztek. Három évvel később szülei elváltak, édesanyja két fiával visszaköltözött Magyarországra. Esztergomba költöztek a nagyszüleihez. Először a Béke téren, majd a Bánomi lakótelepen éltek. Rodrigo a Petőfi Sándor Általános Iskola ének-zene tagozatos osztályában folytatott tanulmányokat. Az énekkar mellett a helyi zeneiskolába is járt, trombitázott, gitározott, és játszott a városi szimfonikus zenekarban.
Egy vizsgaelőadáson statisztált az Esztergomi Várszínházban. Gyermekkorában vadászpilóta szeretett volna lenni, ezért jelentkezett a tatai katonai iskolába, ahová végül nem vették fel.

## Pályafutása

### Színész
A Budapesti Evangélikus Gimnáziumban kezdett el színészettel foglalkozni a Cilinder gyerekszínpadon, ahol többnyire idős karaktereket alakított. 1992-ben felvételt nyert a Színház- és Filmművészeti Főiskolára, ahol Huszti Péter és Kerényi Imre voltak az osztályfőnökei. 1994-ben kezdett el a Madách Színházban játszani, 1996-ban diplomázott a Főiskolán. 2006-ig a Madách Színházban, majd a Győri Nemzeti Színházban és 2008-tól pedig a székesfehérvári Vörösmarty Színházban játszik. Vendégszerepléseket is vállal, többek között a Pasztelli Színházi Társulás és a Thália Színház előadásaiban.

### Szinkronszínész
Színházi szerepei mellett rendszeresen szinkronizál, hangját kölcsönözte például Drew Fullernek a Bűbájos boszorkákban, Adam Rodrigueznek a CSI: Miami helyszínelőkben, Johnny Deppnek A síró emberben, valamint David Boreanaz 2. magyarhangja volt az Angel 4. évad és 5. évadjában.

### Színházigazgató
A tatabányai képviselő-testület 2010 októberében titkos szavazáson 11 vokssal Crespo Rodrigo színészt, a székesfehérvári Vörösmarty Színház akkori tagját választotta meg öt évre a helyi Jászai Mari Színház, Népház igazgatójának, a tatabányai teátrumot 2011. január 1-jétől vezeti. 2020-ban újabb megbízatást kapott, amely 2025. december 31-ig tart.
Az új igazgató – aki egyébként Vitézy Tamás nagyvállalkozó veje – pályázatát a tatabányai kötődésű Balatoni Mónika dramaturggal együttműködve nyújtotta be, kinevezését követően az MTI-nek elmondta: népszerű, szórakoztató, de nem felszínes előadásokat kínál majd, önálló produkciókban jelennek meg a gyermekdarabok és a fiatalok színházba csábítására is hangsúlyt fektet.
Crespo Rodrigo pályázatát a székesfehérvári teátrum akkori vezetőivel, Vasvári Csaba igazgatóval és Szűcs Gábor művészeti igazgatóval közösen alkotta meg, kiemelt hangsúlyt kívánt fektetni a fehérvári és a tatabányai színház együttműködésére.

## Szerepei

### Színház
- Főiskola
  - Várkonyi Mátyás-Miklós Tibor: Sztárcsinálók (1994)
- Madách Színház:
  - Az ember tragédiája (1999)
  - Beszterce ostroma (1999)
  - Egerek és emberek (2001)
  - Édes fiaim (2005)
  - Hamlet, dán királyfi (2005)
- Örkény István Színház
  - Üvegfigurák (2001)
  - Jelenetek egy kivégzésből (2002)
- Győri Nemzeti Színház
  - Lear király (2005)
  - Portugál (2007)
  - Lila akác (2008)
  - Szentivánéji álom (2008)
- Vörösmarty Színház
  - Stuart Mária (2009)
  - A tribádok éjszakája (2009)
  - A kommunizmus története elmebetegeknek (2010)
- Jászai Mari Színház
  - Henrik Ibsen: Nóra - Helmer (2011)
  - Arthur Miller: Az ügynök halála - Biff (2012)
  - Molnár Ferenc: A testőr - A színész (2012)
  - Móricz Zsigmond: Rokonok - Dr. Kopjáss István (2013)
  - Yasmina Reza: Az öldöklés istene - Alain Reille (2013)
  - Csehov: Sirály, avagy 80 kiló szerelem - Trigorin (2015)
  - Per Olov Enquist: A tribádok éjszakája - August Strindberg (2014)
  - Nyikokaj Erdman: Az öngyilkos - Kalabuskin (2016)
  - Arthur Miller: A salemi boszorkányok - John Proctor (2016)
  - Parti Nagy Lajos: Molière: Tartuffe - Tartuffe (2015)
  - Spiró György: Az imposztor - Kazynski direktor (2016)
  - Kiss Csaba: Nappalok és éjszakák - Borisz Trigorin (2016)
  - Tadeusz Slobodzianek: A mi osztályunk - Menachem (2017)
  - Molnár Ferenc: Játék a kastélyban - Almády (2017)

### Film
- Kisváros (2001)
- A Nagyasszony (2002)
- Gino Bartali, az acélember (2006)
- Ketten Párizs ellen(2008)
- Zimmer Feri 2. (2010)
- Mesés kalandozás Afrikában (narrátor)
- Liza, a rókatündér (2015)
- Pesti balhé (2020)

### Televízió
- Kölyökidő - A jégpályák lovagja (1996)
- Doktor Balaton (2020)

### Szinkron
- 12-es körzet: Zane Marinelli - Mark Ruffalo
- Angel: Angel/Angelus - David Boreanaz (2. hang)
- Anita a bűbájos bajkeverő: Eduardo Contreras - Jorge Enrique Abello
- A homok titkai: Servílio - Antonio Pompeo
- A körzet: Kevin Debreno - Jonathan LaPaglia (AXN szinkronverzió)
- A liliomlány: Julio Alberto - Valentino Lanus
- A rejtély: Agent Charlie Francis - Kirk Acevedo
- A vipera: Juan Fernández - Negrete-Sergio Basañez
- Az elit alakulat: Walter 'Smokey' Gordon - Ben Caplan
- Baywatch Hawaii, Baywatch Hawaii: Jack "J. D." Darius - Michael Bergin
- Betty a csúnya lány: Armando Mendoza
- Bűbájos boszorkák: Chris Perry Halliwell - Drew Fuller
- Caroline New Yorkban: Del Cassidy - Eric Lutes
- Csak egy kis para: Stansfield Schlick - Larry Joe Campbell
- CSI: Miami helyszínelők: Eric Delko - Adam Rodriguez
- Dinasztia: Jeffrey Broderick 'Jeff' Colby - John James
- Döglött akták: Scotty Valens - Daniel Pino
- Első szerelem: Santiago García 'La Iguana' - Fabián Robles
- Észak és Dél: Billy Hazard - Parker Stevenson (2. évad 2. hang)
- Flipper legújabb kalandjai: Mark Delaney - Darrin Klimek
- Halottnak a csók: Ned - Lee Pace
- Hősök: Isaac Mendez - Santiago Cabrera
- Irak: Pvt. Maurice 'Smoke' Williams - Kirk Sticky Fingaz
- Julieta: Cristóbal Valencia - Abraham Ramos
- Leyla: Halil İbrahim Ceyhan - Tufan "Tufo" Yıldız
- McLeod lányai: Peter Johnson - Rodger Corser
- Melrose Place: Ryan McBride - John Haymes Newton
- Otthonunk: Scott Hunter - Kip Gamblin (első hang, 3.hang)
- Az Őrzők legendája - Ryan Kwanten: Tukk
- Painkiller Jane: Connor King - Noah Danby
- Pasadena: Mason McAllister - Chris Marquette
- Pasifaló: Mike Callahan - Jamie Kaler
- Providence: Robbie Hansen - Seth Peterson (1. hang a TV2 szinkron változatban)
- Sant' Angelo - Egy kórház hétköznapjai: Giacomo Pogliani - Andrea Di Stefano
- Sebzett szívek: Eduardo Castellanos - Rodrigo Vidal
- Sleeper Cell - Terrorista csoport: Darwyn al-Sayeed - Michael Ealy
- Sliders: Quinn 'Mallory' Mallory "2" - Robert Floyd
- Született feleségek: Jackson Braddock - Gale Harold
- Temors: Tyler Reed - Victor Browne
- Testvérek: Kevin Walker - Matthew Rhys
- Titánok: Peter Williams - John Barrowman
- Titkok: Stanislas Lamérat - Saïd Taghmaoui
- Titkok és szerelmek: José María 'Chema' Ramos López - Ramón Abascal
- Titkos küldetés: Maj. Jim Tisnewski - Benjamin Bratt
- Titkos küldetésben: Liam Ketman - Nick Berry
- Víztükör: Antoine - Bernard Yerlès
- Wanted- Élve vagy halva: FBI Special Agent Tommy Rodriguez - Benjamín Benítez

### Anime/Rajzfilm
- Naruto – Hatake Kakasi (Jetix-változat; Animax-változat 1. hang)
- Yu-Gi-Oh! – Maximillion Pegasus
- Yu-Gi-Oh! – A mozifilm – Maximillon Pegasus
- Shrek a vége, fuss el véle – Csizmás Kandúr
- Szentjánosbogarak sírja – Szeita
- Dragon Ball Z – C17-es android
- Bionicle 2 – Metru Nui legendái – Toa Matau
- Bionicle 3 – Árnyak hálójában – Toa Matau/Toa Hordika Matau
- Cápa csali – Troy
- Gézengúz hiúz - Bonkers D. Vadmacska
- Encanto – Agustín Madrigal

## Díjai
- Vándor Pufi-díj (2003)[7]
- Kisfaludy Díj
- Közönségdíj (2013)
- Jászai Mari-díj (2017)
- Tatabánya Kultúrájáért díj (2017)